# ایزدان خرد
ایزدان خُرد (به انگلیسی: Small Gods)، نام کتابی خیال‌پردازی نوشتهٔ تری پرچت نویسندهٔ بریتانیایی است. ایزدان خُرد، سیزدهمین کتاب از مجموعهٔ دیسک‌ورلد است.

## پس‌زمینه
دنیایی را تصور کنید گرد، مثل یک سینی گرد و بر پشت یک لاک‌پشت عظیم‌الجثه (آتوئین کبیر) که دز ورطهٔ کیهانی همین‌طور برای خودش می‌گردد. اسم سری کتاب‌ها دلالت به همین کیفیت دارد. در این دنیا میلیون‌ها، بلکه میلیاردها موجود اثیری وجود دارد که خودشان را خدا می‌نامند. قدرت این «خدایان»، تجسم آنها و تمام وجود آنها به تعداد پرستندگان و عمق باور آنها بستگی دارد. هستند خدایانی که پرستش آنها دیگر رواج ندارد و هیچ شده‌اند.
«اُم»، ایزد اصلی یک امپراتوری مذهبی (مثل کلیسای قرون وسطی و مجهز به مدرنترین شیوه‌های انکزیسیون) با دو میلیون جمعیت، ناگهان خود را به صورت سنگ‌پشتی یک‌چشم می‌بیند. چون در تمام امپراتوری تنها یک نفر واقعاً به او ایمان دارد.

## جملاتی از کتاب
- «خدایان دهه‌ها و قرن‌ها نقشه می‌ریزند و تلاش می‌کنند تا به پانتئون برسند، و وقتی به آنجا رسیدند، تا وقتی آنجا هستند وقتشان را به چرت و شادخواری می‌گذرانند.»
- «لاک‌پشت حرکت می‌کند.»
- «بدی خدا بودن این است که کسی را برای دعا کردن نداری.»

## برگردان به فارسی
گروهی از مترجمان گروه ادبیات گمانه‌زن، این کتاب را با نام «ایزدان خُرد» ترجمه و اقدام به انتشار بخش بخش آن در سایت این گروه کرده‌اند.